# Eduardo Barbeiro
Eduardo Maria Murta Barbeiro (Olhão, 11 gennaio 1932 – 17 aprile 2022) è stato un nuotatore e pallanuotista portoghese, che ha partecipato alle Olimpiadi estive di Helsinki 1952.
Nello stesso torneo olimpico, ha partecipato anche come nuotatore, gareggiando nei 100m dorso e 200m rana.